# Elseworlds

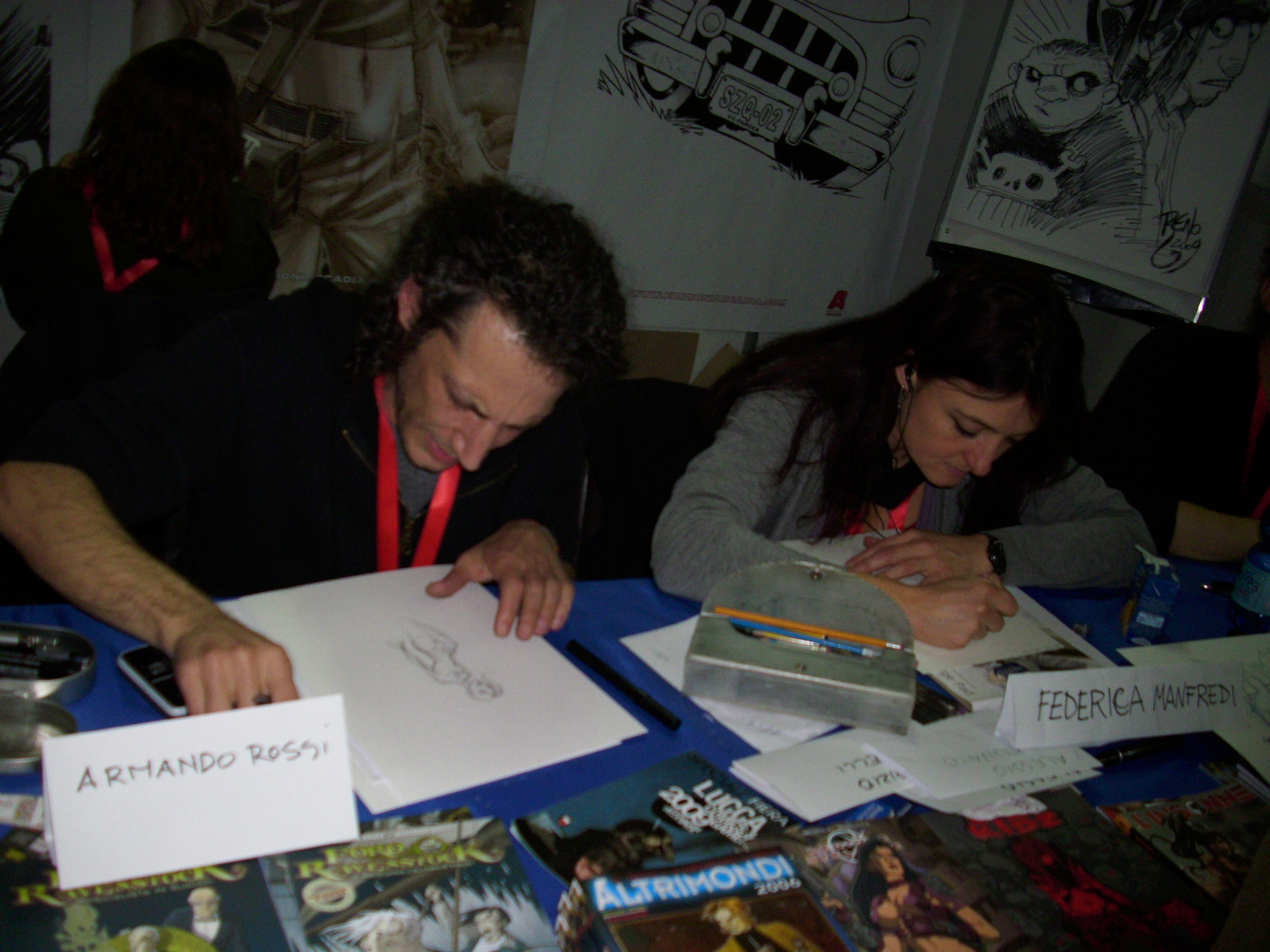
Armando Rossi y Federica Manfredi en la edición del 2009 de la Feria de Luca; se ve parte de la portada de un ejemplar de Altrimondi, la edición italiana de Elseworlds.

Elseworlds fue un sello editorial propiedad de DC Comics, en el que se publican cómics de superhéroes del Universo DC ubicados en tiempos y lugares diferentes a su continuidad original.
De acuerdo con su lema: «en Elseworlds se saca a los héroes de sus localizaciones habituales y se colocan en épocas y lugares extraños - algunos que han existido, y otros que no pueden, podrían o deberían existir. El resultado son historias que hacen que personajes tan familiares como ayer parezcan tan frescos como mañana». Los personajes que tuvieron mayor cantidad de series dentro de este sello editorial son Superman, Mujer Maravilla y Batman.
Al diferencia de What If...?, su contrapartida de Marvel Comics que basa sus historias en un solo punto de divergencia respecto de la continuidad regular, la mayoría de las historias de Elseworlds tienen lugar en continuidades completamente autónomas cuya única conexión es la presencia de los personajes de DC Comics.

## Historia
La primera historieta en usar el concepto de Elseworlds fue Gotham: Luz de gas en 1989 y la primera publicación en usar oficialmente el nombre del sello fue Batman: Holy Terror en 1991.
DC Comics publicó ocasionalmente títulos de Elseworlds de 1989 al 2005. El editor de DC Comics Mike Carlin dijo en 2003 que la editorial reduciría la producción títulos de Elseworlds para «tratar de devolverles su brillo». Entre los títulos planeados para Elseworlds se encontraba uno de los Jóvenes Titanes, Teen Titans: The Lost Annual, que finalmente fue lanzado como un one-shot sin relación con el sello editorial en 2008.
Después de cuatro años sin publicaciones nuevas, en septiembre de 2009, Dan Didio, editor en jefe de DC Comics, reveló que Elseworlds regresaría con nuevas series en formato Prestige. El único título lanzado bajo esta nueva iniciativa fue la serie limitada de tres números Superman: The Last Family of Kypton, publicada en 2010.

## Tras Crisis Infinita y 52
Los eventos que terminaron en Crisis Infinita y la serie 52 dejaron ver que tanto el Hipertiempo y los Elseworlds son una nueva manifestación del Multiverso, es decir, los Elseworlds ahora se consideran mundos alternativos o tierras Paralelas de las 52 existentes, mientras que el hipertiempo pueda que siga existiendo en Tierra-0 o Nueva Tierra más aún se aclara que hay posibilidades de que el hipertiempo podría existir en universos paralelos.[cita requerida]

## Títulos destacados del sello
| Año  | Título                               | Guionista                         | Ilustrador                  | ISBN          |
| ---- | ------------------------------------ | --------------------------------- | --------------------------- | ------------- |
| 1991 | Batman & Drácula: Red Rain           | Doug Moench                       | Kelley Jones                |               |
| 1993 | Batman/Houdini: The Devil's Workshop | Howard Chaykin John Francis Moore | Mark Chiarello              | 1-56389-113-1 |
| 1994 | Batman: Leatherwing                  | Chuck Dixon                       | Enrique Alcatena            |               |
| 1994 | Batman: Castle of the Bat            | Jack C. Harris                    | Bo Hampton                  |               |
| 1998 | The Berlin Batman                    | Paul Pope                         | Paul Pope                   |               |
| 1997 | Batman: Dark Knight Dynasty          | Mike W. Barr                      | Scott Hampton               |               |
| 1989 | Gotham by Gaslight                   | Brian Augustyn                    | Mike Mignola                |               |
| 1991 | Batman: Holy Terror                  | Alan Brennert                     | Norm Breyfogle              |               |
| 1994 | Batman: In Darkest Knight            | Mike W. Barr                      | Jerry Bingham               |               |
| 1998 | Batman: Masque                       | Mike Grell                        | Mike Grell                  |               |
| 1997 | Batman: Nine Lives                   | Dean Motter                       | Michael Lark                |               |
| 1999 | Batman: Nosferatu                    | Jean-Marc Lofficier               | Ted McKeever                |               |
| 1998 | Batman: Two Faces                    | Dan Abnett Andy Lanning           | Anthony Williams Tom Palmer |               |
| 2006 | Batman: Year 100                     | Paul Pope                         | Paul Pope                   |               |
| 1999 | The Kingdom                          | Mark Waid                         | Ariel Olivetti              |               |
| 1996 | Kingdom Come                         | Mark Waid                         | Alex Ross                   |               |
| 2003 | Superman: Red Son                    | Mark Millar                       | Dave Johnson                |               |
| 1999 | Superman & Batman: generaciones      | John Byrne                        | John Byrne                  | 1-56389-605-2 |
| 1998 | LJA: El clavo                        | Alan Davis                        | Mark Farmer                 |               |
| 2002 | LJA: Destino                         | John Arcudi                       | Tom Mandrake                |               |
| 1990 | Batman: Justicia Digital             |                                   |                             |               |

## Elseworlds de Batman
- Gotham by Gaslight (1989) – La primera historia de Elseworlds publicada oficialmente, aunque no lleva el logo de Elseworlds. Una Era victoriana Batman lucha contra Jack el Destripador.
  - Secuela: Batman: Master of the Future (1991) – El Batman victoriano se enfrenta a un genio maníaco que no está dispuesto a permitir que los avances tecnológicos del siglo XX entren en Gotham.
- Batman: Holy Terror (1991) – La primera historia que lleva el logotipo de Elseworlds y la segunda historia de Elseworlds publicada oficialmente. El Reverendo Bruce Wayne se convierte en Batman para luchar contra la corrupción en un mundo futuro teocrático.
- Tales of the Multiverse: Batman – Vampire – tres novelas gráficas:
  - Batman & Dracula: Red Rain (1991) – Batman se enfrenta a Drácula y debe convertirse en un vampiro para enfrentarse eficazmente a su némesis.
  - Batman: Bloodstorm (1994) – Batman lucha contra un ejército de vampiros liderados por el Joker en Gotham City mientras lucha contra el hambre de sangre que al final lo condena.
  - Batman: Crimson Mist (1998) – Un Batman ahora totalmente vampírico y malvado es revivido por un atormentado Alfred y emprende una matanza de todos sus antiguos enemigos.
- Batman: The Blue, the Grey, and the Bat (1992) – Batman y Robin en la guerra civil estadounidense.
- Robin 3000 (1992) – Un adolescente descendiente de Bruce Wayne lucha contra una invasión alienígena en el cambio de milenio.
- Batman/Houdini: The Devil's Workshop (1993) – Batman se asocia con Harry Houdini para luchar contra los vampiros robadores de niños en 1907.
- Batman/Dark Joker: The Wild (1993) – Una historia de fantasía del malvado mago conocido como Dark Joker y sus batallas contra el vengador Bat-Man.
- Batman: Castle of the Bat (1994) – Basado en la historia de Frankenstein, Bruce Wayne intenta resucitar a su padre y convertirlo en un Bat-Man vengador para descubrir quién mató a sus padres.
- Batman: In Darkest Knight (1994) – Bruce Wayne se convierte en el Green Lantern de la Tierra.
- Batman: Brotherhood of the Bat (1995) – Cincuenta años en el futuro, Batman está muerto y el planeta está bajo las garras de una plaga provocada por Ra's al Ghul, quien utiliza varios diseños de vestuario rechazados por Bruce Wayne para crear una liga de asesinos disfrazados y se enfrenta a Tallant, el hijo de Batman y su hija Talia al Ghul.
  - Precuela: Batman: KnightGallery (1996) – Colección de obras de arte en las que se basaron las dos historias, escritas como un diario de Bruce Wayne encontrado en el futuro muchos años después de su muerte.
  - Secuela: Batman: League of Batmen (2001) – Los esfuerzos de Tallant por curar la plaga con su propio Bat-force disfrazado se ven obstaculizados por Ra's al Ghul, aún vivo, pero mucho más demoníaco.
- The Batman Chronicles (1995–2001): Un título trimestral de Batman que cubre historias únicas y/o no necesariamente de continuidad. Se publicaron dos números exclusivamente de Elseworlds:
  - Número 11 (invierno de 1998): Presenta las historias "The Berlin Batman"; "La novia de Leatherwing" (una secuela de "Leatherwing" de Detective Comics Annual #7 (1994)) y "Curse of the Cat-Woman".
  - Número 21 (verano de 2000): Presenta las historias "Apocalypse Girl"; "Mystery of the Citizen Wayne" (una secuela de "Citizen Wayne" de Batman: Legends of the Dark Knight Annual #4 (1994)) y "Silent Tale of the Bat".
- Batman: Manbat (1995)
- Batman & Captain America (1996) – Marvel/DC crossover; una aventura de la Edad de Oro que une a Batman y Robin con el Capitán América y Bucky de Marvel Comics contra el Joker y el Cráneo Rojo.
- Batman: Dark Allegiances (1996) – Batman, Catwoman y Alfred Pennyworth (Robin) como agentes de la OSS durante la Segunda Guerra Mundial.
- Batman: Scar of the Bat (1996) – Un vengador enmascarado ayuda a Eliot Ness a enfrentarse a Al Capone en la Prohibición Chicago de los años 1920.
- Batman: Thrillkiller – una miniserie de tres partes y un one-shot:
  - Batgirl y Robin: Thrillkiller (1997) – Barbara Gordon (Batgirl) y Dick Grayson (Robin) como parte de la contracultura de los años 1960.
  - Batgirl y Batman: Thrillkiller '62 (1998) – Bruce Wayne se convierte en Batman en la secuela.
- Batman: Dark Knight Dynasty (1997) – Una disputa centenaria entre la familia Wayne y Vandal Savage comienza con el antepasado de Bruce Wayne, Sir Joshua, en la época de los Caballeros Templarios, y termina con su descendiente, Brenda Wayne, en la Ciudad Gótica del siglo siglo XXV.
- Batman: Masque (1997) – Ambientada en la Ópera Gotham en la década de 1890, la historia está inspirada en El Fantasma de la Ópera, con Batman y Two-Face compartiendo el papel de Fantasma.
- Daredevil/Batman: Eye for an Eye (Marvel 1997) – Marvel/DC crossover entre compañías, oficialmente etiquetado como una historia de Elseworlds. Batman se une a Daredevil para enfrentarse a Two-Face y Mister Hyde.
  - Secuela: Batman/Daredevil: King of New York (DC 1999) – Batman y Daredevil se unen una vez más para evitar que Scarecrow se apodere del imperio criminal de Kingpin en Manhattan.
- Batman: Dark Knight of the Round Table (1998) – Batman como caballero en la corte del Rey Arturo.
- Batman: I, Joker (1998) – Una Ciudad Gótica futurista está dirigida por una secta que sigue al descendiente de Batman, un dios autoproclamado conocido sólo como Bruce. El Joker actual debe encontrar una manera de sobrevivir el tiempo suficiente para enfrentarse a su némesis y liberar a Gotham de su influencia.
- Batman: Reign of Terror (1998) – Ambientada durante la Revolución Francesa, con Bruce Wayne como un noble francés que se convierte en un luchador contra el crimen enmascarado que saca a inocentes convictos fuera de Francia, al estilo La Pimpinela Escarlata.
- Batman: Two Faces (1998) – Una reelaboración de El extraño caso del Dr. Jekyll y Mr. Hyde, como un Bruce Wayne de la era victoriana que intenta purgar tanto su propio lado malvado, que es una versión del Joker, como el de Dos Caras. La historia es seguida por "El monstruo de Superman".
- Batman: The Book of the Dead (1999) – Los Wayne son una rica familia arqueóloga y la historia gira en torno a un dios murciélago mitología egipcia menos conocido pero importante.
- Batman/Tarzán: Claws of the Cat-woman (1999) – Dark Horse Comics/DC crossover; Un Batman de la década de 1930 se une a Lord Greystoke/Tarzán para ayudar a la sacerdotisa de un culto de gatos africano a proteger los tesoros de su pueblo del mercenario Finnigan Dent, parecido a Dos Caras.
- Batman: Haunted Gotham (1999–2000): Los Señores Oscuros del Infierno se han apoderado de Gotham y escapar es imposible. Después de ver cómo un hombre lobo mata a sus padres, Bruce Wayne se convierte en Batman, siguiendo las instrucciones de su padre desde más allá de la tumba, y se propone liberar a Gotham con la ayuda de un esqueleto viviente llamado Cal y una vidente gitana que cambia de forma llamada Cat Majik.
- Batman: Nosferatu (1999) – Secuela de Superman's Metropolis que combina el mito de Batman con las películas Nosferatu: A Symphony of Horror y The Cabinet of Dr. Caligari.
- Catwoman: Guardian of Gotham (1999) – Una heroica Catwoman (basada en Kyle Manor) lucha contra un Batman psicótico.
- Batman/Demon: A Tragedy (2000) – Bruce Wayne está poseído por Etrigan the Demon.
- Batman/Lobo (2000) – El Joker contrata a Lobo para eliminar al Caballero Oscuro. Después de que Lobo mata a todos los cercanos a Batman, el Joker se ve obligado a cancelarlo después de una revelación.
- Batman: The Doom That Came to Gotham (2000) – Bruce Wayne es un aventurero pulp fiction de los años 20 que lucha contra Monstruos inspirados en Lovecraft. La historia está coescrita por Mike Mignola, creador de Hellboy, en la que aparecen villanos similares.
- The Batman of Arkham (2000) – Ambientada en 1900, Bruce Wayne es uno de los primeros psiquiatras y el jefe de Arkham Asylum, con Jonathan Crane como su asistente corrupto.
- Batman: Gotham Noir (2001) – Un homenaje al film noir ambientado a finales de la década de 1940. Presenta a James Gordon como personaje principal.
- Batman: Hollywood Knight (2001) – Un traumatismo craneoencefálico severo hace que un actor que interpreta a Batman en películas en serie crea que en realidad "es" el Caballero Oscuro.
- Batman: Nine Lives (2002)
- Batman: Detective No. 27 (2003) – En 1938, Bruce Wayne se convierte en un luchador secreto contra el crimen sin necesidad de ponerse un disfraz. El título es una referencia a Detective Comics #27, el cómic en el que Batman apareció por primera vez.
- Batman: The Golden Streets of Gotham (2003) – La Ciudad Gótica de principios de siglo está llena de industriales codiciosos que obtienen ganancias degradando y atormentando a sus trabajadores. Bruno Vaneko es un trabajador ferroviario cuyos padres eran trabajadores de una fábrica que murieron en un incendio similar al infame incendio de la fábrica Triangle Shirtwaist. Desesperado por justicia, se disfraza de murciélago y se une a una huelga de trabajadores en toda la ciudad.
- Batman: Nevermore (2003) – Batman se une al entonces reportero del periódico Edgar Allan Poe para resolver una serie de asesinatos con temática de cuervos.
- Batman: The Order of Beasts (2004) – Batman intenta desmantelar una red de espías en Inglaterra durante la Segunda Guerra Mundial. Coescrito e ilustrado por Eddie Campbell.

## Elseworlds de Superman
- Superman: Speeding Bullets (1993) – Kal-El es criado por Thomas y Martha Wayne, quienes son asesinados por un asaltante, y se convierte en una versión superpoderosa de Batman.
- Superman: At Earth's End (1995) – La Tierra ha sufrido un apocalipsis y Superman intenta salvar Gotham City.
- Superman: Kal (1995) – El bebé Kal-El aterriza en la Inglaterra medieval, donde crece hasta convertirse en herrero y forja la espada Excalibur y una armadura con el metal de su nave espacial.
- Superman's Metropolis (1997) – La primera historia de una trilogía que continúa en Batman: Nosferatu y Wonder Woman: The Blue Amazon y que combina el mito de Superman con la película Metropolis de Fritz Lang.
- Superman/Wonder Woman: Whom Gods Destroy (1997) – Superman y Wonder Woman en una historia que involucra la mitología griega y los nazis en un futuro alternativo.
- Superman: A Nation Divided (1998) – Superman como soldado de la Unión durante la guerra civil estadounidense.
- Superman: The Dark Side (1998): El cohete de Kal-El aterriza en Apokolips y Darkseid cría a Superman.
- Superman: Distant Fires (1998) – Un holocausto nuclear destruye la civilización y priva a Superman y a muchos otros héroes supervivientes de sus poderes.
- Superman: War of the Worlds (1998) – La Edad de Oro Superman se encuentra con los invasores marcianos de La guerra de los mundos de H. G. Wells en 1938.
- Son of Superman (1999) – Sin Superman, Lex Luthor toma el control de la Liga de la Justicia. Mientras tanto, el pequeño hijo de Superman, Jonathan, comienza a manifestar superpoderes y a rebelarse contra los "héroes" con los que se encuentra.
- Superman, Inc. (1999) – Superman es criado para suprimir sus poderes y se convierte en una superestrella del deporte y un hombre de negocios despiadado.
- The Superman Monster (1999) – Un pastiche de Frankenstein en el que Vicktor Luthor encuentra un cohete estrellado con un bebé muerto dentro y se propone devolverlo a la vida utilizando su maquinaria experimental. Esta historia es la secuela de Batman: Dos Caras.
- Superman: Last Son of Earth (2000) – El niño Clark Kent llega al planeta Krypton en un cohete desde el condenado planeta Tierra. Mientras lucha por encontrar su lugar allí como adulto, descubre un anillo de poder de Green Lantern.
  - Secuela: Superman: Last Stand on Krypton (2003)
- Superboy's Legion (2001) – Inspirado en los héroes del siglo XX, un Superboy criado en el siglo XXX forma su propia Legión de Superhéroes.
- Supergirl: Wings (2001) – Una reelaboración de la historia de Supergirl como ángel de la Tierra, en la que Matrix es un cínico ángel guardián de Linda Danvers. La historia presenta versiones angelicales de varios personajes de DCU.
- Superman/Tarzán: Sons of the Jungle (2001) – Cruce de Dark Horse Comics/DC; Kal-El es criado por simios en esta fusión de los dos personajes.
- Superman: Red Son (2003): El cohete de Kal-El aterriza en Ucrania y el Hombre de Acero se convierte en el héroe principal de la URSS.
- Superman: True Brit (2004) - Kal-El aterriza en la campiña inglesa y lo crían para ser "ordinario" y no llamar la atención. No obstante, se convierte en un superhéroe británico, antes de que los tabloides intenten derribarlo. Esta historia fue coescrita por Monty.
- Superman: Yes, Tyrone, There is a Santa Claus (2006): Un niño escribe una carta al Daily Planet preguntando si hay un Papá Noel, lo que lleva a Superman a disfrazarse de Papá Noel y visitar al niño, solo para descubrir que "Bat-Santa" se le ha adelantado. Fue publicada como la única historia de Elseworlds en el DC Infinite Holiday Special.
- Superman: The Last Family of Krypton (2010) – Jor-El, Lara y el bebé Kal-El llegan a la Tierra.

## Elseworlds de Superman/Batman
- Superman & Batman: Doom Link (1995) – Una historia cyberpunk. Este libro solo estaba disponible con el paquete de dos figuras de acción Cyber-Link Superman y Batman de Kenner Toys.
- Elseworld's Finest (1997): Batman y Superman en una aventura pulp de los años 20; El título es un juego de palabras con la frase World's Finest, que era el título de una serie de DC Comics de larga duración que presentaba a estos dos héroes en historias de equipo.
- Elseworld's Finest: Supergirl & Batgirl (1998) – En un mundo en el que Bruce Wayne nunca se convirtió en Batman y el bebé Kal-El no sobrevivió a la destrucción de Krypton, la huérfana Barbara Gordon se convierte en la protectora casi dictatorial de Gotham cuando Batgirl y Kara Zor-El se une a la Sociedad de la Justicia como Supergirl. No hay conexión con la historia anterior con un título similar.
- Superman & Batman: Generations (1998–1999): Una nueva versión de los mitos de Superman y Batman, con los héroes y personajes del Universo DC envejeciendo en tiempo real desde su primer encuentro en 1939 y extendiéndose hacia adelante.
  - Secuela: Superman & Batman: Generations II (2001), centrándose en personajes del Universo DC además de Superman y Batman.
  - Secuela: Superman & Batman: Generations III (2003), que cubre una batalla de 1.000 años contra Darkseid.
- Superman and Batman: World's Funnest (2000) – Los diablillos extradimensionales Mister Mxyzptlk y Bat-Mite se persiguen por todo el Multiverso DC.
- Superman/Batman: Saga of the Super Sons (2007): No está etiquetado como Elseworlds, pero recopila las historias imaginarias de World's Finest con los hijos adolescentes de Superman y Batman e incluye "¡Superman Jr. ya no existe!" historia del cancelado Elseworlds 80-Page Giant #1 (en el título, Super Sons se escribe sin guion).

## Elseworlds de Liga de la Justicia
- League of Justice (1996) – Un cuarteto de adolescentes se une a versiones de ficción fantástica de los miembros de la Liga de la Justicia.
- Justice Riders (1997) – La JLI como un grupo de mariscales, jugadores, inventores y varios otros personajes del Salvaje Oeste.
- JLA: The Nail (1998) – El mundo se queda sin Superman después de que un neumático pinchado impidiera el descubrimiento del bebé Kal-El por parte de los Kent. La Liga de la Justicia es un grupo de héroes a quienes los medios consideran extraterrestres peligrosos mientras una conspiración letal busca socavar todo lo que representan.
  - Secuela: Justice League of America: Another Nail (2004) – Con el descubrimiento de Superman y su incorporación a la Liga de la Justicia, los héroes deben mantener su buena cara ante el público.
- JLA: Act of God (2000–2001) – Cuando una energía extraña golpea la Tierra, tanto los héroes como los villanos pierden sus superpoderes. Algunos se niegan a ceder ante la derrota, mientras que otros desaparecen en el bosque y otros renacen como el Grupo Phoenix.
- JLA: Created Equal (2000) – Una plaga cósmica golpea la Tierra y mata a todos los hombres excepto a Superman y Lex Luthor.
- JLA: The Secret Society of Super-Heroes (2000) – Seres con superpoderes mantienen su existencia en secreto y la Liga de la Justicia es una conspiración inexplicable.
- JLA: Riddle of the Beast (2001) – Historia de alta fantasía en la que el joven Robin Drake lidera los ejércitos del mundo contra Etrigan el demonio.
- JLA: Destiny (2002) – En un mundo donde Superman y Batman nunca existieron, Thomas Wayne crea su propia Liga de la Justicia.
- JLA: The Island of Dr. Moreau (2002) – Ambientada en la década de 1880, la Liga se combina con los hombres-animales del Dr. Moreau.
- JLA: Shogun of Steel (2002) – Ambientada en el Japón feudal.
- Planetary/JLA: Terra Occulta (2002) – Una versión alternativa del equipo Planetary se encuentra con versiones alternativas de Superman, Batman y Wonder Woman. Un crossover interno con el sello Wildstorm.
- JLA: Age of Wonder (2003) – Una Liga de la Justicia creada durante la Era Industrial.

## Elseworlds de Sociedad de la Justicia
- The Golden Age (1993) – Una historia ambientada al final de la Edad de Oro de los cómics, cuando los superhéroes se convierten en el objetivo de un héroe ambicioso convertido en senador y su protegido, un héroe de la nueva era.
- JSA: The Liberty Files (2004): Dos miniseries de dos números recopiladas en un solo volumen:
  - JSA: The Liberty File (1999-2000): la Sociedad de la Justicia como equipo de operaciones especiales durante la Segunda Guerra Mundial.
  - JSA: The Unholy Three (2003) – Seis años después de los eventos de JSA: The Liberty File, la JSA es llamada al servicio activo con la incorporación de Superman.

## Elseworlds de Universo DC
- Kamandi: At Earth's End (1993) – Un Kamandi adulto se encuentra atrapado en una batalla entre Madre y Superman.
  - Secuela: Superman: At Earth's End (1995).
- Kingdom Come (1996)
- The Kingdom (1998) – Técnicamente no es una historia de Elseworlds, sino una secuela libre de Kingdom Come. La serie recopilada de cómics consta de:
  - New Year's Evil: Gog (1998) – Un joven salvado de los ataques de Kansas por Superman se convierte en un profeta para el héroe que considera enviado del cielo, pero cuando se entera de las transgresiones de su salvador, su visión del mundo se hace añicos y el grupo de semidioses conocido como la Quintaesencia intenta darle un nuevo propósito.
  - The Kingdom #1 (1998) – Con Gog en un viaje en el tiempo atacando a Superman, los futuros héroes deben unirse para salvar al hijo de Superman y Wonder Woman. Además, los Linear Men seleccionan un grupo de héroes más jóvenes para ayudar en el esfuerzo.
  - The Kingdom: Nightstar (1998) – Centrándose en Mar'i Grayson, la hija de Dick Grayson (Nightwing) y Starfire, y sus esfuerzos por salvar al niño.
  - The Kingdom: Son of the Bat (1998) – Ibn al Xu'ffasch, el hijo de Bruce Wayne y Talia al Ghul, intenta restablecer el equilibrio de su realidad reclutando a varios ex villanos para que lo ayuden.
  - The Kingdom: Offspring (1998) – El hijo de Plastic Man intenta, a su manera bastante cómica, evitar el fin del mundo que conoce.
  - The Kingdom: Kid Flash (1998) – Iris West, hija de Wally West (Flash) combate sus sentimientos de abandono por parte de su padre, la apatía de su hermano y la crisis que podría destruir su realidad.
  - The Kingdom: Planet Krypton (1998) – Una joven fugitiva que trabaja como camarera de Supergirl en el restaurante Planet Krypton con temática de héroes de Booster Gold comienza a ver fantasmas de otras realidades; superhéroes que pueden haber existido o no.
  - The Kingdom #2 (1998) – Las circunstancias obligan al futuro Superman, Batman y Wonder Woman a reclutar la ayuda de sus seres más jóvenes de hoy en día para salvar al niño más poderoso del Hipertiempo en el choque final con Gog.
  - Asociado: Justice Society of America Kingdom Come Special: Superman (2008) – Parte de la historia de "Thy Kingdom Come", y no un Elseworlds real. Proporciona detalles sobre la muerte de Lois Lane.
- Conjurors (1999) – En una realidad centrada en la magia, las maquinaciones de Jonathan Arcane enfrentan a quienes controlan la magia contra aquellos a quienes se la robaron.
- Elseworlds 80-Page Giant #1 (1999)
- Flashpoint (1999) – Un mundo donde Flash era el único superhéroe hasta que perdió el uso de sus piernas.

## Elseworlds de Green Lantern
- Green Lantern: 1001 Emerald Nights (2001) – Una historia de Linterna Verde en un ambiente árabe clásico.
- Green Lantern: Evil's Might (2002) – Con Green Lantern, la historia se desarrolla en la ciudad de Nueva York alrededor de 1888.

## Elseworlds de Jóvenes Titanes
- Titans: Scissors, Paper, Stone (1997) – Una historia futurista de los Jóvenes Titanes al estilo manga. La historia fue pensada originalmente como la entrega de los Titanes de los Anuarios Legends of the Dead Earth de 1996, pero fue reelaborada como un especial independiente de Elseworlds.
- Teen Titans: The Lost Annual (2008) – Los Teen Titans originales van al espacio para salvar a John F. Kennedy. Originalmente se planeó su lanzamiento en 2003 como Teen Titans Swingin' Elseworlds Special, pero su lanzamiento fue cancelado a pesar de que el libro estaba terminado. DC publicó el libro en enero de 2008 como "Anual perdido".

## Elseworlds de Wonder Woman
- Wonder Woman: Amazonia (1997) – Una Mujer Maravilla de la época victoriana lucha contra Jack el Destripador y la sociedad que lo creó.
- Wonder Woman: The Blue Amazon (2003) – Secuela de Superman's Metropolis y Batman: Nosferatu, que combina el mito de Wonder Woman con las películas The Blue Angel y Dr. Mabuse the Gambler.